# Lemovici

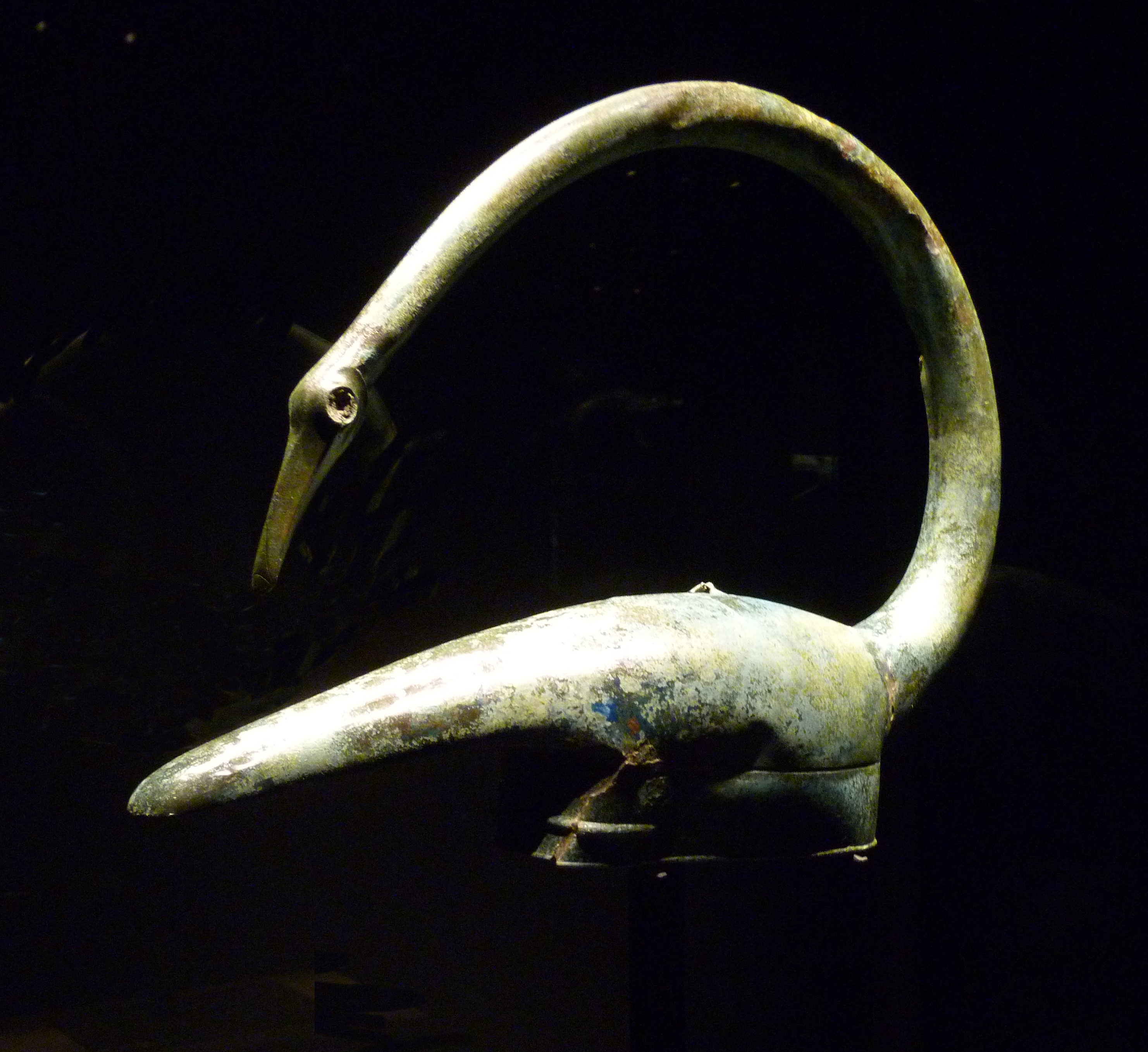
Elmo di bronzo a forma di cigno rinvenuto nel sito archeologico di Tintignac-Naves

I Lemovici erano un popolo gallico. Il loro nome viene da Lemo («olmo») e vices («vince»), con il significato di «vincitori con l'olmo». Hanno anche dato il loro etnonimo a Limoges e al Limosino.

## Città
Il loro capoluogo era Durotincum (Villejoubert, nel comune di Saint-Denis-des-Murs), spostato poi ad Augustoritum (Limoges) in epoca gallo romana. Altri luoghi conosciuti sono: Acitodunum (Ahun), Argentate (Argentat), Blatomagus (Blond), Briva Curretia (Brive-la-Gaillarde), Cassinomagus (Chassenon), Carovicus (Château-Chervix), Roncomagus (Rancon), Excingidiacum (Yssandon) et Uxellum (Ussel).

## Territorio

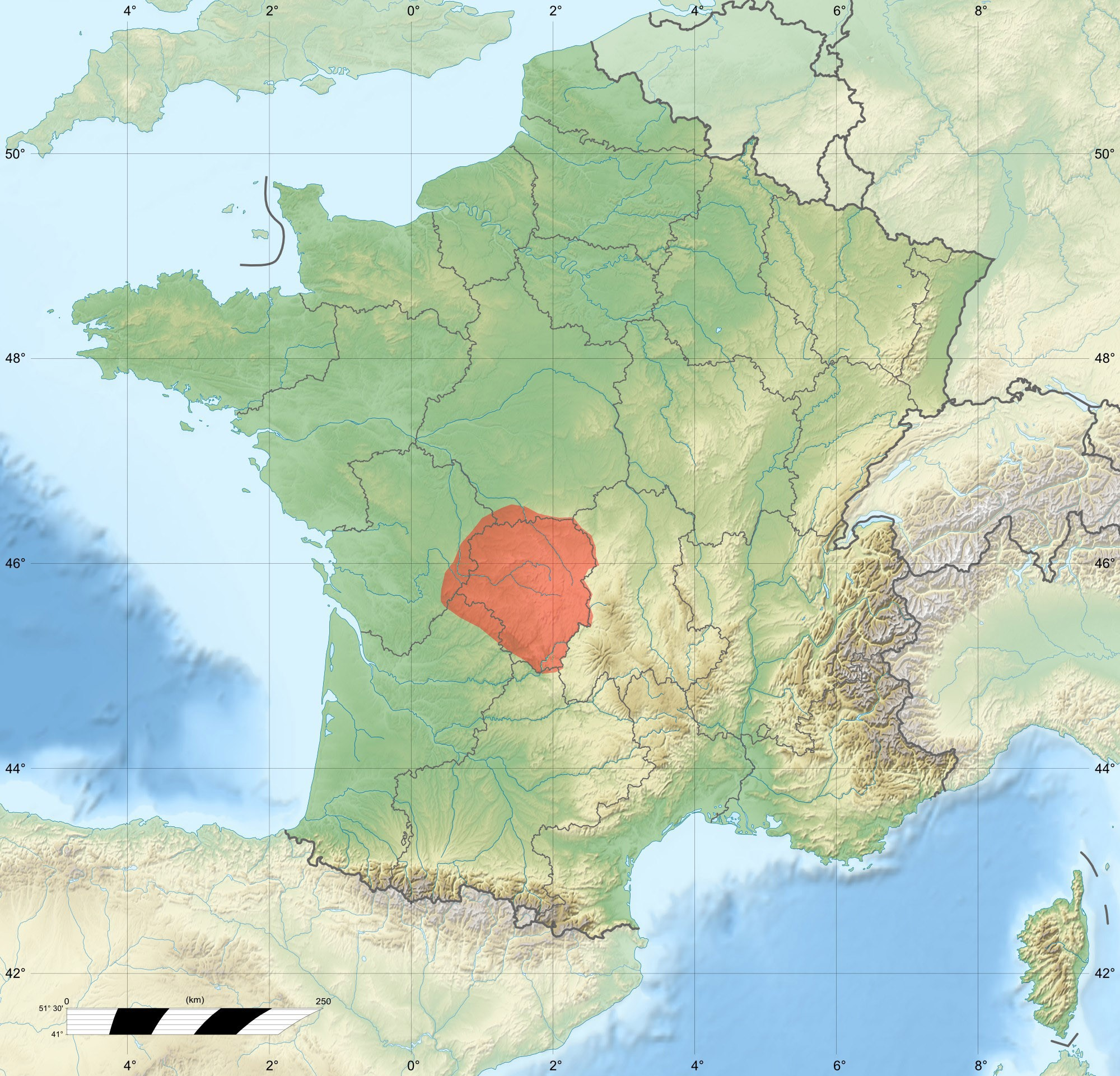
Estensione del territorio dei Lemovici

Il territorio dei Lemovici si estendeva sugli odierni dipartimenti dell'Alta Vienne, della Creuse e della Corrèze, oltre che su una parte del dipartimento della Charente. Si trattava di un'area ricca di miniere d'oro potendosene contare attualmente 200.
Abili commercianti, essi erano soprattutto specializzati nell'esportazione e il loro commercio si estendeva fino alle coste atlantiche.

## Conquista romana
Nel 52 a.C. circa 10 000 combattenti Lemovici furono inviati in soccorso di Vercingetorige assediato ad Alesia da Cesare. Nella battaglia che ne seguì rimase ucciso il loro capo Sedullo.